# 细叶芹
细叶芹（学名：[Chaerophyllum villosum] 错误：{{Lang}}：文本有斜体标记（帮助））是伞形科细叶芹属的植物。分布于印度、尼泊尔以及中国大陆的云南、四川、西藏等地，生长于海拔2,100米至2,800米的地区，多生在山涧林下以及路旁草地，目前尚未由人工引种栽培。

## 别名
香叶芹（中国高等植物图鉴）